# Колос-Пром
«Колос-Пром» — российское, советское предприятие, одно из крупнейших производителей хлеба в Хабаровском крае.

## История
С 1937 года предприятие называлось хабаровским хлебозаводом №6. Впервые о строительстве Хабаровского хлебозавода №6 упоминается в постановлении президиума Дальневосточного Краевого Исполнительного комитета советов РК и КД № 485. Первую продукцию хлебозавод выдал 17 марта 1937 года. Текущее название производство получило в 1990-е годы. На заводе до сих пор используется оборудование советского образца. Предприятие выпускает традиционные и знакомые хабаровчанам сорта хлеба — «Кишинёвский», «Дарницкий», «Белый».
С 2015 года компания постепенно начала сокращать сбытовую сеть, которая насчитывала более 180 киосков по причине вступающих в силу требований об оснащении онлайн-кассами. А также по причине тенденции «ежегодного уменьшения объемов производства за счет освоения предприятиями торговли производства хлебобулочных изделий и перераспределения объемов в сторону малых предприятий» согласно итоговому докладу 2015 года регионального комитета потребрынка, пищевой и перерабатывающей промышленности.
С 2018 года компания освоила производство сортов ржаного и пшеничного хлеба с использованием технологий длительного брожения («бездрожжевой хлеб»).
По состоянию на 2023 год компания ежедневно производит порядка 17—20 наименований продукции (различные сорта хлеба, хлебобулочные и кондитерские изделия), а также разрабатывает новые виды.
В 2023 году компания продолжила закрывать свои хлебобулочные киоски, которых оставалось более 25 в Хабаровске.